# Park Narodowy Jaua - Sarisariñama
Park Narodowy Jaua - Sarisariñama (hiszp. Parque nacional Jaua - Sarisariñama) – park narodowy w południowej części Wenezueli, w stanie Bolívar. Został utworzony 12 grudnia 1978 roku i zajmuje obszar 3300 km². W 2005 roku został zakwalifikowany przez BirdLife International jako ostoja ptaków IBA.

## Opis
Park obejmuje płaskowyż w zachodniej części Wyżyny Gujańskiej, na wysokościach od 1000 do 2400 m n.p.m. Znajdują się tu trzy duże stoliwa zbudowane ze skał kwarcytowych: Jaua-Jidi, Sarisariñama-Jidi i Guanacoco-Jidi. W stoliwach występują duże studnie krasowe, w tym największa na świecie (w kształcie dzwonu) w stoliwie Sarisariñama-Jidi (2300 m n.p.m.) o nazwie Sima Humboldt (średnica otworu 352 m, głębokość 350 m i średnica dna 502 m). Obok niej znajduje się studnia Sima Martel o głębokości 248 m. Są tu źródła wielu rzek, w tym m.in. Caury, Erebato i Ventuari. Niżej położone obszary parku pokrywa wilgotny las równikowy (puszcza amazońska). Występują tu też lasy ombrofilne (torfowisko wysokie). Wyżej położone obszary parku (stoliwa) zajmuje sawanna. Znajduje się tu wiele wodospadów odwadniających stoliwa. Park zamieszkuje rdzenna ludność głównie z plemiona Yekuana.
Średnia roczna temperatura wynosi w zależności od wysokości od +12 °C do +24 °C, a średnie roczne opady od  2800 mm do 3600 mm.
Obszar parku jest trudno dostępny, można się dostać do niego tylko śmigłowcem lub płynąc rzekami. Wstęp do niego mają tylko naukowcy za specjalnym zezwoleniem wenezuelskiego Instytutu Parków Narodowych (Inparques).
Studnie zostały odkryte w 1961 roku. Pierwsze badania flory i fauny w nich dokonano w 1974 i 1976 roku.

## Flora
Flora w parku jest zbadana w niewielkim stopniu. Występuje tu wiele endemitów, głównie w studniach. Na sawannach dominują rośliny z rodzin: łuczydłowate, Abolbodaceae, rosiczkowate, bromeliowate, Rapateaceae i liliowate. Lasy są bogate w epifity i gatunki endemiczne, takie jak narażony na wyginięcie (VU) Piper jauaense czy Sloanea cavicola i Sloanea jauaensis.

## Fauna
Fauna jest mało znana. Wiadomo, że występują tu takie zwierzęta jak np. narażony na wyginięcie (VU) tapir amerykański, a także oposek wyżynny, Stefania riae i jaguar amerykański.
W parku odnotowano 53 gatunki ptaków. Są to m.in.: lelkowiec wenezuelski, lotniarz widłosterny, kolibrzyk wenezuelski, brylancik zielonoczelny, zapylak wenezuelski, stokóweczka żółtooka, mrówczynek popielaty, kusaczek wenezuelski, liściowiec maskowy, rudobrewik, moczarnik szarobrzuchy, tyrańczyk oliwkowy, pleszówka kasztanołbista, haczykodziobek łuskowany, zaroślak maskowy, epoletowiec złoty, elenia duża, fletniczek kasztanowaty i strzyżyk wenezuelski.